# دارکوب‌های پشت‌سفید
دارکوب‌های پشت‌سفید (نام علمی: Leuconotopicus) یک سرده از خانوادۀ دارکوبان بومی آمریکای شمالی و جنوبی است.
این جنس توسط پرنده‌شناس فرانسوی آلفرد مالهرب در سال 1845 با دارکوب استریکلند (Leuconotopicus stricklandi) به عنوان گونه نماد برپا شد. نام Leuconotopicus ترکیبی از واژه یونانی باستان leukos به معنای "سفید"، nōton به معنای "پشت" و pikos به معنای "دارکوب" است. این سرده گروه خواهر سردۀ Veniliornis است و یکی از هشت سرده است که در تبار Melanerpini در زیرخانواده دارکوبیان جای دارد. گونه‌هایی که اکنون در این سرده جای می‌گیرند، در گذشته به سردۀ دارکوب‌های سه‌انگشته اختصاص داده شده بودند.  
این سرده شش گونه دارد.